# 相原求一朗
相原 求一朗（あいはら きゅういちろう、1918年12月3日 - 1999年2月5日）は、日本の洋画家。埼玉県川越町（現・川越市）生まれ。冬の北海道の詩情を描く洋画家の第一人者と言われた。新制作協会会員。

## 経歴
埼玉県川越町（現・川越市）に生まれる。父・茂吉、母・よし。本名は相原久太郎（のちに求一朗）。生家は農産物の卸問屋で、恵まれた環境だった。1936年、川越商業学校卒業。商業学校の商業美術担当教師から油彩を学んで東京美術学校進学を志すが、父親の逆鱗に触れ、家業を継いだ。1940年、21歳で兵役に就き、第二次世界大戦中は旧満州やフィリピンを転戦。1944年、フィリピンからの帰還途中、搭乗した飛行機が沖縄沖に墜落。重傷を負って漂流していたところを救出される。
戦後の1948年、仕事の関係で大国章夫に出会い、抑えていた絵画熱が再燃。同年、猪熊弦一郎に師事する。1950年「白いビル」で新制作展初入選。1961年、北海道に写生旅行に出かける。満州での体験を甦らせ、自身の原風景を発見する。1963年、「原野」「ノサップ」で第27回新制作協会展新作家賞受賞。1968年、新制作協会会員になる。1974年、第1回東京国際具象絵画ビエンナーレ招待出品。
1996年、北海道河西郡中札内村の中札内美術村に相原求一朗美術館開館。2002年、生地の川越市に求一朗が自作を寄贈した川越市立美術館が開館。同館内に相原求一朗記念室が設けられるとともに、開館記念として「相原求一朗の世界展 自然の詩情」展が開催される。

## 受賞
- 1987年（昭和62年） 埼玉文化賞受賞。
- 1996年（平成8年） 川越市名誉市民になる。

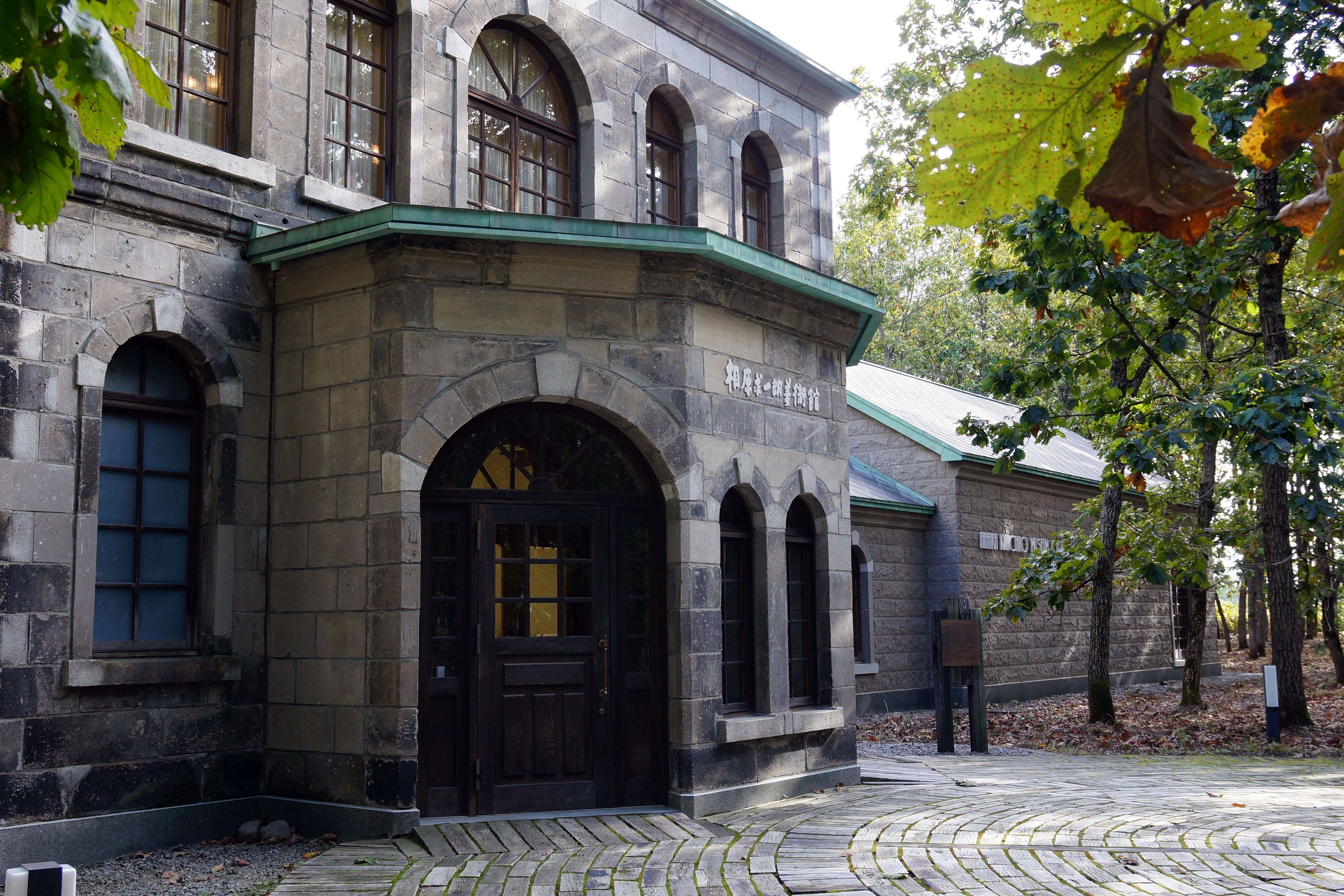
相原求一朗美術館

## 主な作品
- 雪の停車場
- 沃野芽ぶく
- 緑の丘
- 天地静寂
- 白き神の座
- 四月の田園
- 連作《北の十名山》相原求一朗美術館蔵。北海道の企業である六花亭社長の依頼で晩年に制作[2]。 
  - 山峡新緑 羊蹄山 1995年
  - 山麓紅染む 旭岳 1995年
  - 潮騒に屹つ 利尻岳 1995年
  - 山頂残雪 雄阿寒岳 1995年
  - 春宵 斜里岳 1995年
  - 錦繍装う 羅臼岳 1995年
  - 春の丘陵 トムラウシ山 1995年
  - 水ぬるむ 雌阿寒岳 1995年
  - 雪の平原 十勝幌尻岳 1996年
  - 早暁 十勝岳 1998年